# Thenardia
Thenardia là chi thực vật có hoa trong họ Apocynaceae.